# Пузырчатая женерия
Пузырчатая женерия, или пупырчатая женнерия (лат. Jenneria pustulata), — вид брюхоногих моллюсков из семейства овулид (Ovulidae) отряда Littorinimorpha. Единственный вид в роде Jenneria.

## Описание

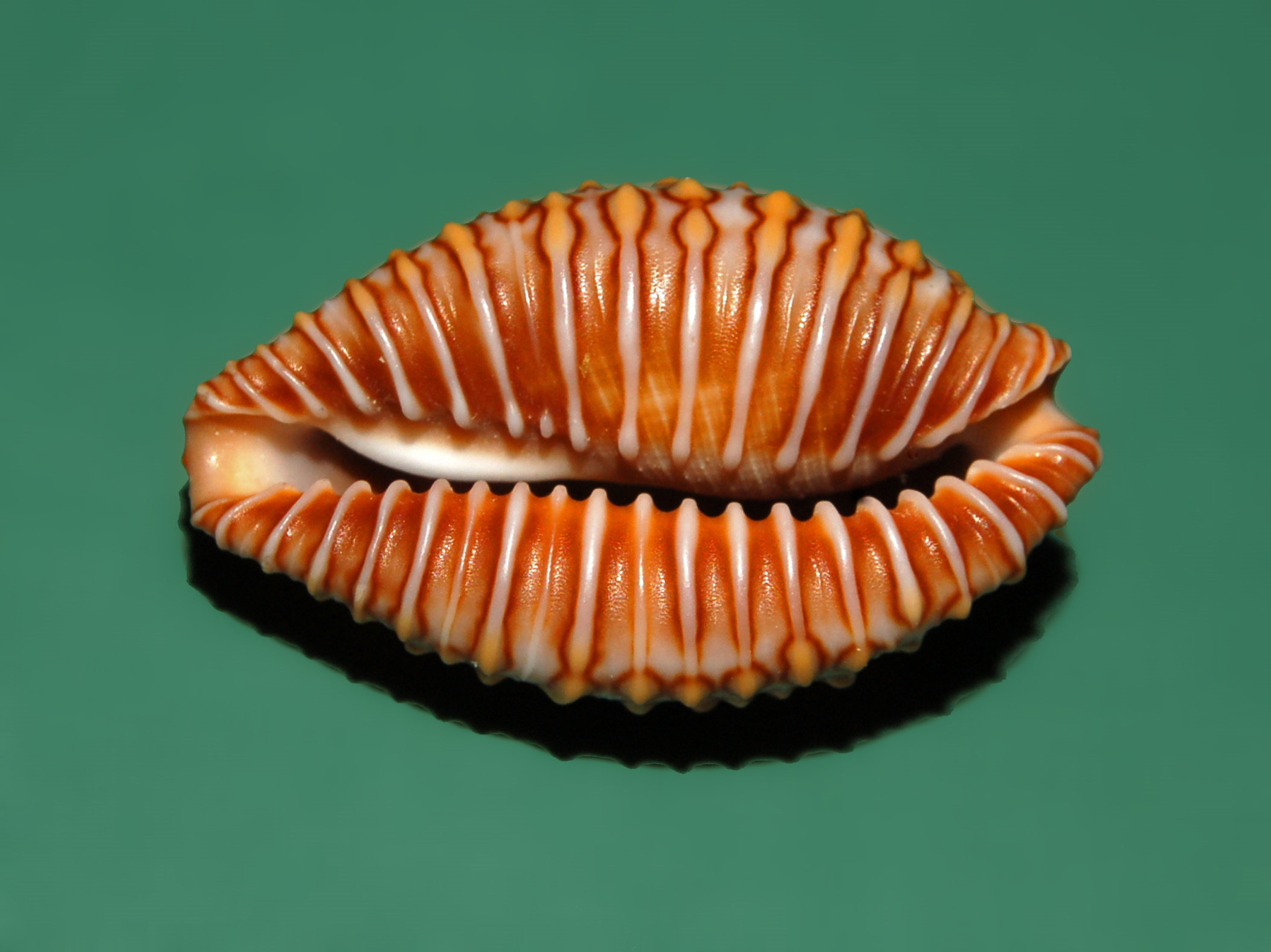
Основание раковины

Длина раковины 20—27 мм. Раковина маленького размера, относительно крепкая, инволютного типа и овальной формы. В центральной части спинной поверхности раковины имеется вертикально расположенная слегка вдавленная бороздка, по обе стороны от которой находятся многочисленные округлые почквовидные выросты. Общая окраска сизовато-серая, с ярко-красными выростами.

## Распространение
Вид распространён в Панамском районе.

## Биология
Моллюски обитают на коралловом песке на глубинах 2—40 метров. Плотоядный вид, питается склерактиниевыми кораллами.